# ويلي غوردون
ويلي غوردون (بالسويدية: Willy Gordon)‏ هو نحات سويدي، ولد في 2 يوليو 1918 في هيوستن في الولايات المتحدة، وتوفي في 12 يوليو 2003 في واشنطن العاصمة في الولايات المتحدة.